# Leonid Artamonow
Leonid Konstantinowicz Artamonow (ros. Леонид Константинович Артамонов; ur. 25 lutego?/9 marca 1859 w guberni chersońskiej, zm. 1 stycznia 1932 w Leningradzie) – generał kawalerii armii rosyjskiej, podróżnik, geograf, członek Rosyjskiego Towarzystwa Geograficznego, inżynier, w latach 1897–1898 wojskowy doradca rządu Cesarstwa Etiopii. Uczestnik rosyjskich kampanii w Azji Środkowej, powstania bokserów, wojny rosyjsko-japońskiej i I wojny światowej. W latach 1911–1914 dowódca 1 Korpusu Armijnego, brał udział w bitwie pod Tannenbergiem, w czasie której składał fałszywe meldunki i został dyscyplinarnie usunięty ze stanowiska przez generała Aleksandra Samsonowa. Jako przedstawiciel laikatu uczestniczył w Soborze Lokalnym Rosyjskiego Kościoła Prawosławnego w latach 1917–1918, a od 1918 roku był urzędnikiem w sowieckich instytucjach.

## Życiorys
Leonid Konstantinowicz Artamonow urodził się 25 lutego?/9 marca 1859 roku w chutorze Kaprica, w ananijewskim ujeździe, na terenie guberni chersońskiej. Jego ojciec Konstantin Andriejewicz wywodził się z zubożałej rosyjskiej szlachty z guberni podolskiej, matką zaś była Kławdija Andriejewna Niewadowska, córka posiadacza ziemskiego. 
Konstantin Artamonow pobierał nauki w szkole w Winnicy, ale swą edukację był zmuszony przerwać, następnie znalazł zatrudnienie w rosyjskiej służbie pocztowej, zostając m.in. naczelnikiem granicznej poczty w okolicy Husiatynia, na granicy z Austro-Węgrami. Oprócz Leonida małżeństwo Artamonowów miało jeszcze siedmiu innych synów i dwie córki. Artamonowie byli ubogą rodziną, a ich warunki materialne poprawiły się po tym jak ojciec otrzymał posadę w Kamieńcu Podolskim. W 1869 roku Leonid Konstantinowicz Artamonow rozpoczął naukę w szkole w Niemirowie, a rok później wstąpił do szkoły wojskowej w Kijowie. Absolwentem Włodzimierskiego Korpusu Kadetów został w 1876 roku. To właśnie tam miał się zainteresować po raz pierwszy geografią. W 1878 roku ukończył Drugą Konstantinowską Szkołę Wojskową (z wynikiem pierwszej kategorii) w Petersburgu. W maju 1878 roku podjął naukę w Michajłowskiej Szkole Artylerii, którą ukończył w 1879 roku i rozpoczął służbę wojskową w 20 Brygadzie Artylerii, która stacjonowała we Władykaukazie. 
W latach 1880–1881, brał udział w kampanii w Azji Środkowej. Po zakończeniu walk powrócił do stolicy, gdzie rozpoczął studia w Nikołajewskiej Akademii Inżynierii. Początkowo planował studiować w Mikołajewskiej Akademii Artylerii, ale nie zdał egzaminów wstępnych. Studia ukończył w 1883 roku. W 1885 roku przyjęto go do prestiżowej Nikołajewskiej Akademii Sztabu Generalnego. Naukę tam zakończył, z wynikiem pierwszej kategorii, w 1888 roku. Artamonow awansowany został do stopnia kapitana, a następnie otrzymał przydział w Kaukaskim Okręgu Wojskowym. Od 1890 roku służył na terenie obwodu zakaspijskiego. Przez kolejną dekadę, w celach wywiadowczych Artamonow wysyłany był w rejony przygraniczne z Imperium Osmańskim (1888), Persją (1889 i 1891) i Afganistanem (1893). Służył w wielu jednostkach we wschodniej części Rosji, głównie na Kaukazie i obszarze zakaspijskim, ale też w obwodzie nadmorskim. Oprócz danych ściśle militarnych, w czasie swych wypraw zbierał on także materiały dotyczące geografii, historii, orografii, hydrografii i ekonomii. Były one później publikowane, a niektóre z tych danych stanowią nadal cenne źródło dla badaczy tych regionów.

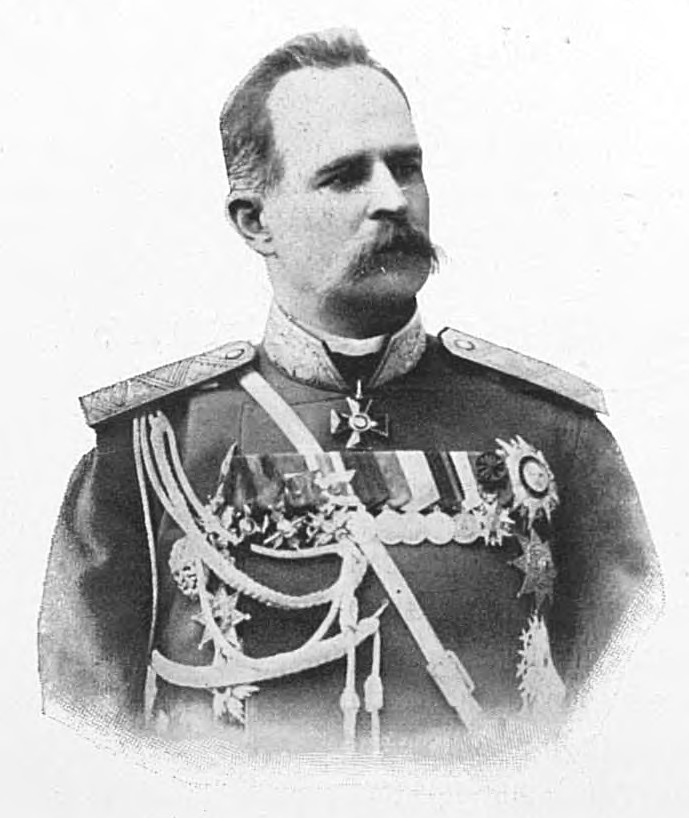
Leonid Artamonow w 1900 roku

Jeszcze w 1882 roku został członkiem Cesarskiego Rosyjskiego Towarzystwa Geograficznego. W 1896 roku awansowany do stopnia pułkownika. W 1897 roku został wysłany z misją badawczą do Etiopii. Pod koniec XIX wieku dyplomacja rosyjska zainteresowała się tym państwem, a rząd w Petersburgu uznał, że wytworzenie przyjaznych stosunków z Etiopią będzie doskonałą okazją do wzmocnienia pozycji Imperium Rosyjskiego w tej części świata. W 1897 roku nawiązane zostały oficjalne stosunki dyplomatyczne między dwoma państwami a Artamonow znalazł się w składzie misji dyplomatycznej jaka została wysłana do Addis Abeby. Służył tam jako doradca wojskowy dla negusa Menelika II. Pod koniec 1897 roku, wraz z wojskami etiopskimi udał się na wyprawę wojskowo-badawczą, mającą dotrzeć do Białego Nilu i przez kilka miesięcy jego losy nie były znane. Towarzyszyło mu w niej dwóch Kozaków, Wasilij Archipow (młodszy podoficer) i Wasilij Szczedrow (starszy podoficer). Wraz z nimi na ekspedycję wyruszyło także dwóch wysłanników rządu francuskiego. Wzdłuż rzeki Baro dotarli oni do Nilu. Wyprawa odbywała się w ciężkich warunkach, a jej uczestnikom doskwierały upały i choroby, a często także wrogość miejscowych plemion i ich abisyńskich towarzyszy. Po dotarciu do Nilu na jednym brzegu wbito flagę etiopską. Na drugim brzegu wysłannicy Paryża mieli wbić flagę francuską, byli jednak zbyt osłabieni by przebyć rzekę. Wyręczył ich w tym Artamonow i towarzyszący mu kozacy, którzy przeprawili się na drugą stronę Nilu i na jego brzegu wbili flagę Francji. Rosyjskie zaangażowanie w regionie doprowadziło do pewnych napięć o granice posiadłości kolonialnych i wpływy wielkich mocarstw, a także granice samej Etiopii, co w konsekwencji było jedną z wielu przyczyn incydentu faszodańskiego. Obserwacje Artamonowa spisane przez niego w czasie podróży afrykańskich stały się cennym źródłem naukowym. W 1900 roku za swe zasługi został odznaczony Orderem Gwiazdy Etiopii drugiej klasy. W Abisynii o Artamonowie wypowiadano się zawsze z sympatią i słowem pochwały. Doceniano także odwagę jego kozackich towarzyszy. 27 marca 1899 roku Leonid Artamonow powrócił do Petersburga. Kilka dni później został on, wraz z Archipowem i Szczedrowem, przyjęty przez cesarza Mikołaja II. W Carskim Siole, gdzie odbyła się audiencja, cesarz pochwalił odwagę i zasługi uczestników wyprawy, a także odznaczył ich orderami. Z wyprawy afrykańskiej Artamonow przywiózł kolekcję rzadkich roślin (350 okazów) i owadów (1000 próbek). Materiał badawczy zebrany przez Artamonowa został opisany w 22 woluminach, zmierzył on także ponad 2 tysiące wysokości barometrycznych. Po powrocie z Afryki Leonid Artamonow organizował wykłady na temat swojej podróży, gdzie m.in. zdaniem Michaiła Aleksiejewa oprócz wielu ciekawych informacji, miał on także sporo nazmyślać na temat swoich przygód.
W latach 1899–1900 Artamonow wszedł w skład rosyjskiego korpusu ekspedycyjnego, operującego w czasie powstania bokserów, gdzie był m.in. szefem sztabu oddziału południowmandżurskiego (jużno-mandżurskiego). W 1901 roku mianowano go generałem-majorem i dowódcą 2 Brygady 31 Dywizji Piechoty. Uczestniczył w wojnie rosyjsko-japońskiej. Z uwagi na swą służbę w Afryce, Artamonow nosił wśród żołnierzy przydomek Krokodyla Nilowego (ros. крокодил нильский, krokodił nilskij). W czasie wojny japońsko-rosyjskiej, jak znów podaje Michaił Aleksiejew, nie był dobrze oceniany przez rosyjską generalicję. Dowódcy Armii Mandżurskiej, generałowi Aleksiejowi Kuropatkinowi miał zameldować, że jego żołnierze trzymają się mocno i odpierają ataki wroga, podczas gdy tak naprawdę nie trwały wówczas żadne walki z udziałem jego podkomendnych. W kolejnych miesiącach Krokodyl Nilowy był dowódcą 6 Dywizji Strzelców Syberii Wschodniej i komendantem twierdzy Władywostok, później dowódcą 22 Dywizji Piechoty. W 1907 roku awansowany do stopnia generała porucznika, został także naczelnikiem Kronsztadu. Dowodził 1 Korpusem Armijnym od marca 1911 do sierpnia 1914 roku i 18 Syberyjską Dywizję Strzelców w okresie styczeń–kwiecień 1917 roku. Michaił Lemke w swoim dziele 250 dniej w carskoj stawkie 1914–1915 podkreśla, że Artamonow był niezwykle religijny. W okresie pokoju dbał o to, by każdy żołnierz był zorientowany w sprawach swoich patronów, dni świątecznych, a także żywotów świętych, gdyż uważał, że jest to dobre dla ducha armii. Dzień rozpoczynał od modlitw, a dopiero później zajmował się sprawami wojskowymi. Z tego powodu znany był jako faryzeusz. Gieorgij Szawielski (naczelny kapelan armii rosyjskiej) określił Artamonowa w swoich wspomnieniach mianem wielkiego iluzjonisty i aktora. 
Postawa Artamonowa w czasie bitwy pod Tannenbergiem przyczyniła się do rosyjskiej klęski. Jako dowodzący I Korpusu, zameldował on przez telefon generałowi Aleksandrowi Samsonowowi, że może na nim polegać i powierzone mu wojska stoją jak skała. Już dziesięć minut później Artamonow zarządził ich nieuzasadniony odwrót, o czym nie poinformował Samsonowa. Za taką postawę i za składanie fałszywych meldunków został on zdjęty przez Samsonowa ze stanowiska. Zastąpił go Leonid-Otto Sirelius. Szawielski opisuje też, że po klęsce Artamonow był załamany i rozważał popełnienie samobójstwa, lecz jego zdaniem była to tylko typowa gra generała i wcale nie planował odebrać sobie życia. W 1915 roku był także krótko komendantem dopiero co zdobytej przez Rosjan twierdzy Przemyśl. Artamonow okazywał tam wielkie względy austriackim oficerom, a w specjalnej proklamacji wydanej po rosyjsku i niemiecku, a rozwieszonej na ulicach miasta, chwalił ich odwagę i oddanie w obronie twierdzy. Rosyjskim żołnierzom polecił też, by okazywali im szacunek. Mogli oni także zachować broń. Amerykańskiego korespondenta wojennego poprosił o wykonanie mu fotografii z portretem Franciszka Józefa, znajdującym się w dawnym gabinecie Hermanna Kusmaneka. Polecił mu też opisać w swoim artykule rosyjskiego generała, który depcze po monarchii austriackiego cesarza. Takie zachowanie nie było dobrze przyjęte przez innych członków cesarskiego korpusu oficerskiego, którzy uważali, że komendant twierdzy swoją postawą obniża morale rosyjskiego żołnierza. Artamonow nie zagrzał długo miejsca w Przemyślu. Do miasta przybył wkrótce członek szeroko pojętej rodziny cesarskiej, książę Aleksander Oldenburski, który oburzył się, słysząc o działaniach generała i widząc wspomnianą proklamację rozlepioną na ulicach Przemyśla. Książę osobiście domagał się w Stawce Naczelnego Dowódcy odwołania Artamonowa. Mikołaj II był wściekły i chciał faktycznie natychmiast usunąć komendanta z jego funkcji, ale inni wysocy oficerowie wstawili się za nim. Długo jednak nie trzeba było czekać na kolejną zaskakującą decyzję generała. Wkrótce bowiem spora część jeńców austriackich (mówi się nawet o prawie dwudziestu tysiącach) w niejasnych okolicznościach „zniknęła”, najprawdopodobniej zwolniona z niewoli za sprawą Artamonowa. Wtedy też został wreszcie odwołany z Przemyśla.

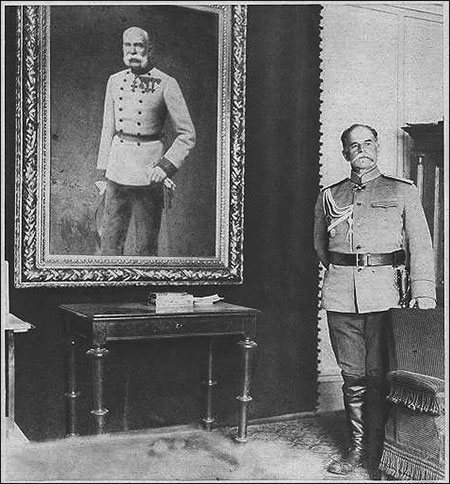
Leonid Artamonow jako komendant zdobytej przez Rosjan w 1915 roku twierdzy Przemyśl. Fotografia z portretem cesarza Franciszka Józefa

12 maja 1917 roku odszedł ze służby wojskowej z prawem do noszenia munduru i pensją. Jako świecki delegat brał udział w przygotowaniach, a następnie w Lokalnym Soborze Rosyjskiego Kościoła Prawosławnego w latach 1917–1918, gdzie m.in. uczestniczył w wyborze nowego patriarchy Tichona. Przewrót bolszewicki przyjął z sympatią i zachowywał wierność wobec nowych władz. W listopadzie 1917 roku w okolicy Siergijew Posadu i ławry Troicko-Siergijewskiej szerzyły się rabunki i napady, które wywołały niepokój wśród lokalnego duchowieństwa, mieszkańców, a także pielgrzymów. Dodatkowo miejscowi rewolucjoniści rozpoczęli samowolną akcję przeszukiwania terenów ławry. 20 listopada 1917 Leonid Artamonow osobiście udał się do Moskwy, gdzie w tej sprawie mediował u miejscowych władz bolszewickich. Udało mu się uzyskać zapewnienie, że sprawa „samozwańczych rewolucjonistów” zostanie zbadana, a winni mogą zostać nawet rozstrzelani. Jednocześnie ławrze miała zostać, za wysoką opłatą, zapewniona ochrona. W 1917 roku, na spotkaniu z duchowieństwem i wiernymi, zapewniał ich, że bolszewicy są ujmujący, uprzejmi, dobrze rozumieją potrzeby ludu i że będzie można z nimi się dogadać. Od 1918 do 1924 pracował w różnych sowieckich instytucjach w Moskwie, m.in. w dziale statystycznym rady miejskiej, a także w dziale inżynieryjnym. W lutym 1922 roku, w ramach represji politycznych, został tymczasowo aresztowany. Od 1927 do 1930 roku mieszkał w Nowogrodzie, gdzie przyznana mu została dość wysoka jak na ówczesne czasy pensja 400 rubli. W 1930 roku przeniósł się do Leningradu. W grudniu 1928 roku rozpoczął spisywanie wspomnień (nigdy nie ukończonych) zatytułowanych Moja autobiografia (dla moich dzieci), które opisują jego życie do 1892 roku. Zmarł 1 stycznia 1932 roku i został pochowany na cmentarzu Wołkowskim. Leonid Artamonow był wyznania prawosławnego, żonaty, miał troje dzieci.

## Przebieg służby

### Awanse
- kadet (1.09.1876)
- podporucznik (9.08.1879)
- porucznik (20.12.1879)
- sztabs-kapitan (16.08.1884)
- kapitan (31.05.1888)
- podpułkownik (31.05.1888)
- pułkownik (24.03.1896)
- generał-major (14.09.1900)
- generał-lejtnant (22.04.1907)
- generał kawalerii (14.04.1913)[5]

### Przydziały

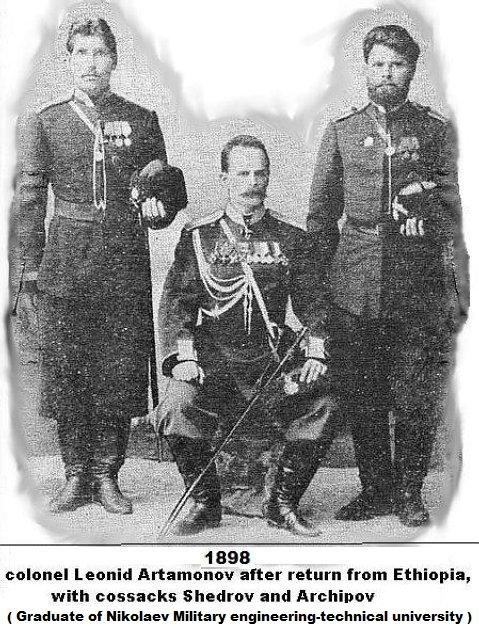
Leonid Artamonow, wraz z kozakami Archipowem i Szczedrowem, po powrocie z Etiopii. 1898 rok

- 1 Kaukaska Dywizja Kozacka, starszy adiutant przy sztabie (26.11.1888 – 22.06.1889)
- Kaukaski Okręg Wojskowy, ober-oficer przy sztabie wojsk (22.06.1889 – 26.05.1890)
- Obwód Zakaspijski, ober-oficer przy sztabie wojsk (26.05.1890 – 30.08.1892)
- Nadmorski Okręg Wojskowy, starszy adiutant przy sztabie (30.08.1892 – 30.01.1893)
- Obwód Zakaspijski, sztab-oficer przy sztabie wojsk (30.01.1893 – 17.06.1895)
- 2 Zakaspijska Brygada Strzelecka, sztab-oficer przy dowództwie (17.06.1895 – 15.11.1897)
- Sztab Generalny, w dyspozycji (15.11.1897 – 17.02.1901)
- Lejb-Gwardyjski Moskiewski Pułk, dowódca batalionu (18.05.1899 – 27.08.1899)
- Oddział Jużno-Mandżurski, szef sztabu (1900)
- 31 Dywizja Piechoty, dowódca 2 Brygady (7.02.1901 – 30.10.1903)
- 8 Wostoczno-Sibirska Brygada Strzelców, naczelnik (30.10.1903 – 22.02.1904)
- 8 Wostoczno-Sibirska Brygada Strzelców, dowodzący (22.02.1904 – 17.10.1904)
- 54 Dywizja Piechoty, dowodzący (17.10.1904 – 4.07.1906)
- 8 Wostoczno-Sibirska Brygada Strzelców, dowodzący i komendant twierdzy Władywostok z uprawnieniami general-gubernatorskimi (01.07.1906 – 7.07.1906)
- Sztab Generalny, w dyspozycji (04.07.1906 – 07.07.1906)
- 22 Dywizja Piechoty, dowódca (7.07.1906 – 14.12.1908)
- Kronsztad, główny naczelnik (14.12.1908 – 31.12.1910)
- Twierdza Kronsztad, komendant (31.12.1910 – 5.03.1911)
- 16 Korpus Armijny, dowódca (05.03.1911 – 17.03.1911)
- 1 Korpus Armijny, dowódca (17.03.1911 – 18.08.1914)
- Miński Okręg Wojskowy, w rezerwie (18.08.1914 – ?)
- Twierdza Przemyśl, komendant (1915)
- Piotrogrodzki Okręg Wojskowy, w rezerwie (9.04.1916 – 29.01.1917)
- 18 Dywizja Strzelecka (29.01.1917 – 12.04.1917)[5]

## Odznaczenia i nagrody

### Rosyjskie
- Order Świętego Stanisława III klasy z mieczami (1881)
- Order Świętej Anny IV klasy (1881)
- Order Świętego Włodzimierza III klasy (26.02.1899)
- Order Świętego Włodzimierza IV klasy (1900)
- Order Świętego Stanisława II klasy (1893)
- Złota broń „Za dzielność” (18.08.1901)
- Order Świętego Stanisława I klasy z mieczami (1904)
- Order Świętej Anny I klasy z mieczami (1905)
- Order Świętego Włodzimierza II klasy (09.12.1909)
- Order Orła Białego (06.12.1913)
- Order Świętego Aleksandra Newskiego (16.03.1916)[5]

### Zagraniczne
- Order Lwa i Słońca III klasy (Persja, 1891)
- Order Szlachetnej Buchary II klasy (Emirat Buchary, 1892)
- Legia Honorowa, krzyż oficerski (Francja, 1893)
- Order Lwa i Słońca II klasy (Persja, 1893)
- Order Błyszczący II klasy (franc. order kol., Tadżura, 1900)
- Order Gwiazdy Etiopii II klasy (Etiopia, 1900)[5]

## Prace autorstwa Leonida Artamonowa

### Prace własne
- Woorużennyje siły Sierbii, Petersburg 1911
- Piersija kak nasz protiwnik w Zakawkazje, Tyflis 1889
- Po Afganistanu. Gieratskaja prowincyja, Aszchabad 1895
- Pojezdka w Piersiju. Astrabad-Szachrudskij rajon i Siewiernyj Chorasan, 3 tomy, Tyflis 1894–1897
- Sbornik marszrutow w rajonie Olty–Saganług–Erzierum, Tyflis 1890
- Wojenno-gieograficzeskij oczerk Siewiernogo Azierbajdżana, Tyflis 1890
- Czeriez Efiopiju k bieriegam Biełogo Niła, Moskwa 1979 (pośmiertnie)

### Redaktor
- Sbornik matieriałow po angło-burskoj wojnie w Jużnoj Afrikie, Petersburg 1899–1902
- Sbornik matieriałow po Kitaju i bor´bie s miatieżnym dwiżenijem «Bolszych kułakow», Peterburg 1900